# ميشيل تيميسلا
ميشيل تيميسلا (بالهولندية: Michael Timisela)‏ (5 مايو 1986 بأمستردام في هولندا - ) هو لاعب كرة قدم هولندي في مركزي الظهير والدفاع. لعب مع أياكس أمستردام وفي في في فينلو ونادي ليلستروم ونادي هاماربي لكرة القدم وAJAX Football Club ‏ وHammarby IF ‏.

## وصلات خارجية
- ميشيل تيميسلا على موقع اتحاد السويد (السويدية)
- ميشيل تيميسلا على موقع قاعدة بيانات كرة القدم.إي يو (الإنجليزية)
- ميشيل تيميسلا على موقع Soccerway.com (الإنجليزية)